# Monastère du Carmel de Lourdes
Le monastère du Carmel de Lourdes, est un établissement religieux de moniales de l'Ordre des Carmélites. Il est situé dans la commune de Lourdes, dans le département des Hautes-Pyrénées, en Occitanie. Il relève du diocèse de Tarbes et Lourdes.

## Historique
Entrée au Carmel de Tulle en janvier 1852, la Mère Thérèse de Jésus fut la fondatrice et la première prieure du monastère, en 1874, elle achète le terrain (le lieu où se trouvait sainte Bernadette lors de la dix-huitième et dernière apparition en la date du 16 juillet 1858) situé en face de la grotte de Massabielle, elle eut l'idée d'y rapporter de la terre pour la construction du bâtiment. Elle contribua à la réalisation des plans du futur monastère avec l'aide d'un architecte. La première pierre du monastère fut posée le 18 avril 1874 lors d'une cérémonie présidée par Mgr Langénieux évêque de Tarbes.
Le 16 juillet 1876, dix-huit ans après les apparitions à la grotte de Massabielle, fut inauguré le monastère du Carmel. Le bienheureux Pie IX lui donna pour titulaire le saint Nom de Jésus.
La chapelle a été construite en 1899 par l'architecte Jean-Marie Lacrampe.
Dans les années 1970, l'architecte Pierre Vago la transforma assez radicalement.
Depuis des aménagements ont été réalisés, avec notamment la mise au jour du plancher primitif en mars 2019.

## Description

### Chapelle
La chapelle du Carmel est ouverte tous les jours d'été de 7 h à 12 h et de 14 h à 18 h 15.

### Extrait audio
Extrait de l'office de None à la chapelle du Monastère du Carmel de Lourdes le 16 novembre 2019.
Laudes à 8 h - Eucharistie suivie de Tierce à 8 h 45 - None à 14 h - Vêpres à 17 h.

## Journée d'une moniale
Le cœur, c'est la prière : eucharistie, offices liturgiques, oraison qui réunit les sœurs à la chapelle une heure chaque matin et une heure chaque soir, et qui est appelée à se poursuivre tout au long du jour.
La vie fraternelle est aussi très importante au Carmel, sceau de la vie de prière, ainsi que le travail comme dans toute vie monastique (les carmélites de Lourdes préparent notamment des biscuits et des chocolats).

## Prieures
- 1876 à 1892 - Mère Thérèse de Jésus.

## Galerie

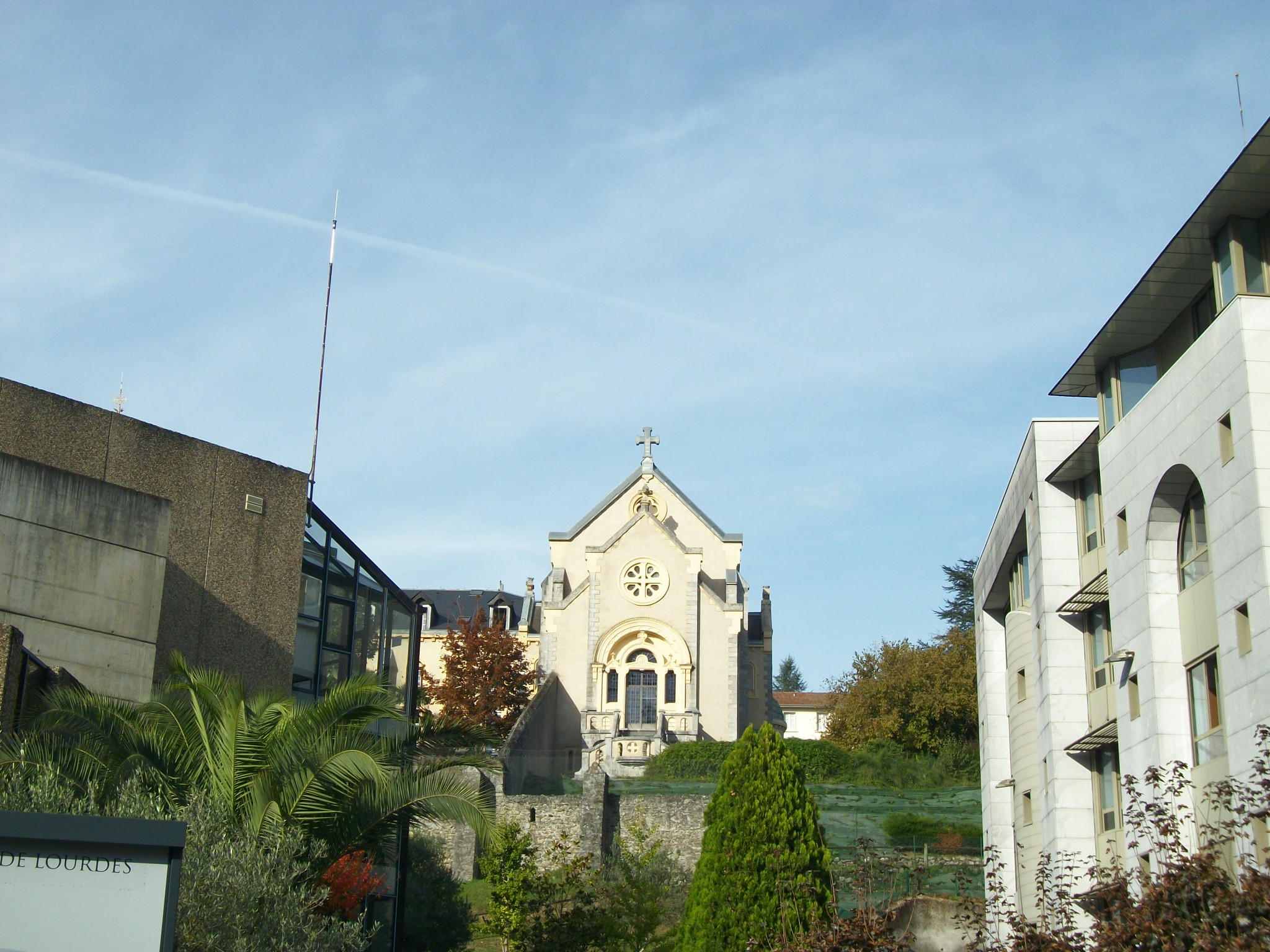
La chapelle vue depuis le sanctuaire de Notre-Dame de Lourdes.
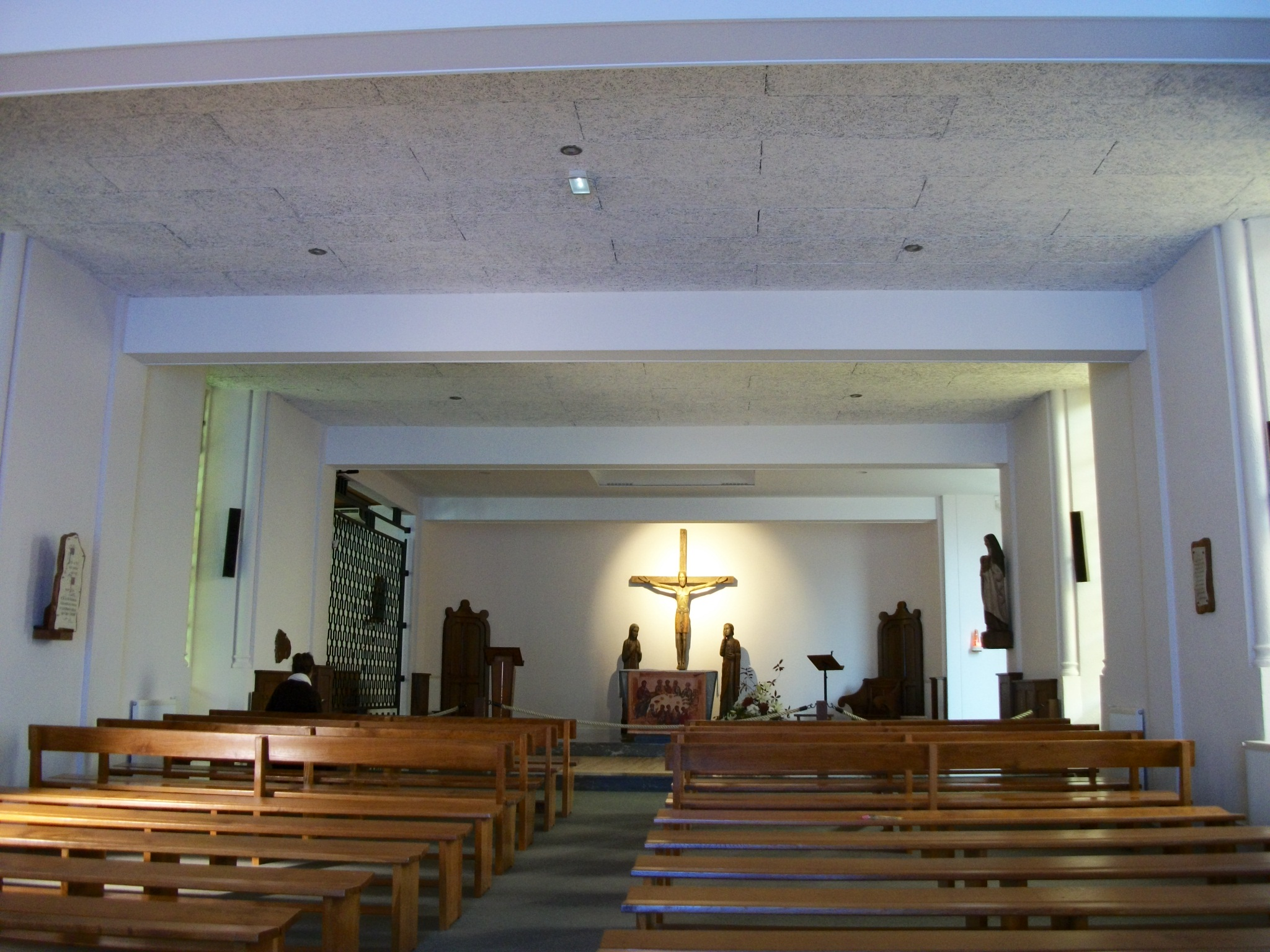
Intérieur de la chapelle.